# Cyzenis albicans
Cyzenis albicans là một loài ruồi trong họ Tachinidae.